# Anton Menge
Franz Anton Menge (abreviado Menge) (15 de febrero de 1808, Arnsberg – 27 de enero de 1880, Danzig) fue un naturalista, entomólogo, briólogo, y botánico alemán.
Fue un estudiante brillante en física, química e historia natural de la Universidad de Bonn (1828-1832). Se convirtió en maestro en la escuela Petrischule de Danzig.
Fue miembro de la Sociedad de Historia Natural de Danzig y varias otras sociedades científicas. Hizo una amplia investigación en geología, en la botánica y la zoología.

## Obra
- Verzeichniss Danziger Spinnen. Danzig 1850
- Catalogus plantarum phanerogamicarum regionis Grudentinensis et Gedanensis. Typis C. G. Böthe, Grudentiae 1839
- Über die Lebensweise der Arachniden. Danzig 1843
- Geognostische Bemerkungen über die Danziger Umgegend. Danzig 1850
- Myriapoden der Umgegend von Danzig. Danzig 1851
- Lebenszeichen vorweltlicher im Bernstein eingeschlossener Thiere. A. W. Kafemann, Danzig 1856
- Über ein Rhipidopteron und einige andere im Bernstein eingeschlossene Tiere. Danzig 1866
- Über einen Scorpion und zwei Spinnen im Bernstein. Danzig 1866
- Preussische Spinnen. I.–XI. (560 pp. 91 tablas) Schriften der Naturforschenden Gesellschaft in Danzig. Danzig 1866–1878
- Con Heinrich Göppert: Die Flora des Bernsteins und ihre Beziehungen zur Flora der Tertiärformation und der Gegenwart. Erster Band, Danzig 1883, Zweiter Band, Danzig 1886, continuó y finalizó Hugo Conwentz

- La abreviatura «Menge» se emplea para indicar a Anton Menge como autoridad en la descripción y clasificación científica de los vegetales.[1]

## Abreviatura (zoología)
La abreviatura Menge  se emplea para indicar a Anton Menge como autoridad en la descripción y taxonomía en zoología.

## Literatura
- B. Ohlert. Nekrolog des Herrn Professor Anton Menge. En: Schriften der Naturforschenden Gesellschaft in Danzig. Danzig 1880; pp. XXXX–XXXXVIII. biodiversitylibrary.org